# IC 1357
IC 1357 је спирална галаксија у сазвјежђу Водолија која се налази на листи објеката дубоког неба у Индекс каталогу.
Деклинација објекта је - 10° 42' 57" а ректасцензија 21h 5m 57,2s. Привидна величина (магнитуда) објекта IC 1357 износи 14,3 а фотографска магнитуда 15,2. IC 1357 је још познат и под ознакама NPM1G -10.0600, PGC 66092.